# Список водопадов Австралии
Ниже представлен список наиболее известных водопадов Австралии.

## Список
Сортировка внутри разделов — по алфавиту.
Используемые в столбце «Местонахождение» сокращения: НП — национальный парк, р. — река, д. — деревня.
Высота падения воды иногда заметно различается в разных источниках (вероятно, из-за способа измерения), поэтому, где это необходимо, приведены минимальная и максимальная высо́ты. О многих водопадах Австралии такой важной информации как его высота не найдено.

### Австралийская столичная территория
| Название  | Фото | Местонахождение              | Высота падения, м | Ссылки |
| --------- | ---- | ---------------------------- | ----------------- | ------ |
| Гибралтар |      | НП Намаджи р. Гибралтар-Крик | 50—120            |        |

### Виктория
См. также ст. География Виктории
| Название   | Фото | Местонахождение            | Высота падения, м | Ссылки |
| ---------- | ---- | -------------------------- | ----------------- | ------ |
| Нигретта   |      | НП Грампианс р. Уэннон     | 15—16             |        |
| Силвербанд |      | НП Грампианс р. Дейри-Крик |                   |        |
| Стивенсон  |      | р. Стивенсон               | 55—122            |        |
| Триплет    |      | Грейт-Отуэй р. Янг-Крик    |                   |        |
| Уэннон     |      | НП Грампианс р. Уэннон     | 18—30             |        |
| Хоуптоун   |      | НП Грейт-Отуэй р. Эр       | 45—49             |        |

### Западная Австралия
См. также ст. География Западной Австралии

### Квинсленд
См. также ст. География Квинсленда
| Название         | Фото | Местонахождение                | Высота падения, м | Комментарии, ссылки           |
| ---------------- | ---- | ------------------------------ | ----------------- | ----------------------------- |
| Билброф          |      | НП Спрингбрук                  |                   |                               |
| Блинкоу          |      | НП Гирринган р. Блинко-Крик    | 110—320           |                               |
| Блумфилд         |      | НП Дейнтри р. Блумфилд         | 40                |                               |
| Бэррон           |      | НП Бэррон-Гордж р. Бэррон      | 125—131           |                               |
| Джозефайн        |      | НП Вурунуран р. Джозефайн-Крик | 150—300           |                               |
| Диннер           |      | НП Маунт-Хипипами р. Бэррон    |                   |                               |
| Дэггс            |      | р. Спринг-Крик                 |                   |                               |
| Кристал-Каскейдс |      | р. Фрешуотер-Крик              |                   |                               |
| Куин-Мэри        |      | НП Мейн-Рейндж р. Спринг-Крик  | 40                |                               |
| Кумера           |      | НП Ламингтон р. Кумера         | 64                |                               |
| Маланда          |      | р. Норт-Джонстон               |                   |                               |
| Милла-Милла      |      | р. Тереза-Крик                 | 18,3              |                               |
| Миллстрим        |      | НП Миллстрим-Фолз р. Миллстрим |                   |                               |
| Милмилги         |      | р. Фрешуотер-Крик              | 29—53             |                               |
| Моранс           |      | НП Ламингтон р. Моранс-Крик    | 80                |                               |
| Мюррей           |      | НП Гиррамай р. Мюррей          | 20—30             |                               |
| Пёрлинг-Брук     |      | НП Спрингбрук р. Пёрлинг-Брук  | 100—106           |                               |
| Стоуни-Крик      |      | НП Бэррон-Гордж р. Стоуни-Крик |                   |                               |
| Талли            |      | НП Талли-Гордж р. Талли        | 180—210           |                               |
| Тевиот           |      | р. Тевиот-Брук                 | 38                |                               |
| Уолламен         |      | НП Гирринган р. Стоуни-Крик    | 94—340            | Самый высокий водопад страны. |
| Херберт-Ривер    |      | НП Гирринган р. Херберт        | 56—75             |                               |
| Чупала           |      | НП Вурунуран р. Хенриетта-Крик | 10—15             |                               |
| Элабана          |      | НП Ламингтон р. Тулона-Крик    |                   |                               |

### Новый Южный Уэльс
См. также статьи География Нового Южного Уэльса и Дорога водопадов
| Название   | Фото | Местонахождение                                             | Высота падения, м | Комментарии, ссылки |
| ---------- | ---- | ----------------------------------------------------------- | ----------------- | --- |
| Белмор     |      | НП Мортон р. Барренгарри-Крик                               | 77—130            | |
| Канангра   |      | НП Канангра—Бойд р. Канангра-Крик                           | 225               | Архивная копия от 16 января 2017 на Wayback Machine |
| Катумба    |      | НП Голубые горы р. Кедумба                                  |                   | |
| Кэррингтон |      | НП Буддеру р. Кангару                                       | 50—160            | |
| Миньон     |      | НП Найткэп р. Репентанс-Крик                                | 100—104           | |
| Тин-Майн   |      | НП Косцюшко р. Тин-Майн-Крик                                | 213—421           | Ресурсом mapx.map.vgd.gov.lv размещён на 26-м месте в списке «Самые высокие водопады мира» (с пометкой 360 м — примерная высота). В связи с борьбой за право называться «самым высоким водопадом Австралии», его высота является предметом спекуляций и развенчанных мифов. |
| Уолломомби |      | НП Оксли-Уайлд-Риверс р. Уолломомби                         | 150—230           | |
| Уэнтуорт   |      | близ городка Уэнтуорт-Фолз НП Голубые горы р. Джемисон-Крик | 187               | Трёхступенчатый водопад |
| Фицрой     |      | д. Фицрой-Фолз НП Мортон р. Яррунга-Крик                    | 80                | |
| Эбор       |      | НП Гай-Фокс-Ривер р. Гай-Фокс                               | 115               | |
| Элленборо  |      | близ НП Тапин-Топс р. Элленборо                             | 150—200           | |
| Эпсли      |      | НП Оксли-Уайлд-Риверс р. Эпсли                              | 114—123           | Двойной водопад. |

### Северная территория
См. также ст. География Северной территории
| Название       | Фото | Местонахождение             | Высота падения, м | Комментарии, ссылки        |
| -------------- | ---- | --------------------------- | ----------------- | -------------------------- |
| Джим-Джим      |      | НП Какаду р. Джим-Джим-Крик | 140—200           |                            |
| Тжайнера       |      | НП Литчфилд р. Сэнди-Крик   | 31—46 28—39       |                            |
| Толмер         |      | НП Литчфилд р. Толмер-Крик  | 32—42             |                            |
| Туин           |      | НП Какаду р. Саут-Аллигатор | 44—51             |                            |
| Уанги          |      | НП Литчфилд р. Уанги-Крик   | 41—52             |                            |
| Уотерфолл-Крик |      | НП Какаду р. Уотерфолл-Крик | 60—85             |                            |
| Флоренс        |      | НП Литчфилд р. Флоренс-Крик | 9,8—15            |                            |
| Эдит           |      | НП Нитмилук р. Эдит         | 8,7—12            | Серия каскадных водопадов. |

### Тасмания
Водопады Северо-Западной Тасмании  (англ.)
| Название    | Фото | Местонахождение                    | Высота падения, м | Комментарии, ссылки                                     |
| ----------- | ---- | ---------------------------------- | ----------------- | ------------------------------------------------------- |
| Вэнишинг    |      | р. Солсбери                        | 70                | «Исчезающий водопад», изливающийся в карстовую воронку. |
| Гайд        |      | р. Гайд                            | 22—38             |                                                         |
| Деланейс    |      | безымянная река                    | 25                |                                                         |
| Детеншен    |      | р. Детеншен                        | 30                |                                                         |
| Дип         |      | р. Дип                             | 22—34             |                                                         |
| Леди-Баррон |      | НП Маунт-Филд р. Леди-Баррон-Крик  |                   |                                                         |
| Лиффи       |      | р. Лиффи                           | 120—160           | Состоит из четырёх ярко выраженных каскадов.            |
| Монтесума   |      | безымянная река                    | 103—110           |                                                         |
| Нельсон     |      | НП Франклин — Гордон-Уайлд-Риверс  | 30                |                                                         |
| Расселл     |      | НП Маунт-Филд р. Расселл-Фолc-Крик | 34—58             |                                                         |
| Хорсшу      |      | НП Маунт-Филд р. Расселл-Фолc-Крик |                   |                                                         |

### Южная Австралия
См. также ст. География Южной Австралии
| Название  | Фото | Местонахождение                          | Высота падения, м | Ссылки |
| --------- | ---- | ---------------------------------------- | ----------------- | ------ |
| Ингалалла |      | безымянная река                          | 81—92             |        |
| Каналла   |      | НП Айкара — Флиндерс-Рейнджес р. Эдиоуай | 64—79             |        |